# Xã Salt Creek, Quận Reno, Kansas
Xã Salt Creek (tiếng Anh: Salt Creek Township) là một xã thuộc quận Reno, tiểu bang Kansas, Hoa Kỳ. Năm 2010, dân số của xã này là 451 người.